# Cnemidocarpa clipeata
Cnemidocarpa clipeata is een zakpijpensoort uit de familie van de Styelidae. De wetenschappelijke naam van de soort is voor het eerst geldig gepubliceerd in 1921 door Ärnbäck.